# Петр Росол
Петр Росол (чеськ. Petr Rosol; нар. 20 червня 1964, Зноймо, Чехословаччина) — чехословацький та чеський хокеїст, тренер.

## Кар'єра гравця
Петр Росол народився в Зноймо, але довгий час жив у Усті-над-Лабем. Він пройшов через усі юнацькі команди місцевого хокейного клубу «Слован Усті-над-Лабем», а також дебютував у сезоні 1980/81 років у першій команді. У віці 16 років він переїхав до ХК «Літвінов», який виступав у чехословацький хокейній лізі, де грав з 1981 по 1983 роки. З 1983 по 1985 роки він проходив військову службу і виступав за спортивний клуб Дукла (Їглава), з яким він виграв чемпіонат Чехословаччини в сезонах 1983/84 і 1984/85 років. З 1985 по 1991 роки, знову грав за ХК «Літвінов», де в сезоні 1989/90 став найкращим асистентом чехословацької ліги. Сезон 1990/91 він закінчував грати паралельно в ХК «Літвінов» та в італійській серії А, ХК «Фасса». Наступний сезон він також розпочав у складі італійського клубу, а продовжив у швейцарському ХК «Сьєр» в Швейцарський національній лізі B.
Росол сезон 1992/93 років провів за ХК «Луґано» (Національна ліга А). Набрав 20 очок в 24 матчах, у тому числі закинувши п'ять шайб. Потім він повернувся на шість матчів до свого рідного клубу ХК «Літвінов» до Чехословаччини. З 1993 по 1999 він грав клуб NLB ХК «Мартіньї». З 1999 по 2001 роки виступав за ХК «Літвінов» в новоутвореному після розпаду Чехословаччини чемпіонаті Чехії. У сезоні 2001/02 грав за швейцарський ХК «Вісп» в Національній лізі B. Останні свої роки кар'єри провів у Німеччині, в сезоні 2002/03 за ХК «Галле» в четвертому дивізіоні та в сезоні 2003/04 за ХК «Росток» у третьому дивізіоні.

## Кар'єра тренера
Взимку 2005 року він був помічником тренера Володимира Єрабека в рідному клубі ХК «Літвінов», згодом працював тренером молодіжної команди в клубі. Через два роки Росол знову помічник головного тренера, цього разу Ярослава Хубла старшого, в ХК «Літвінов». Цей дует тренерів працював у клубі до кінця сезону 2008/09 років. Петр Росол потім був головним тренером протягом трьох років ХК Slovan Ústečtí Lvi з чеського другого дивізіону. В сезоні 2010/11, виграли  плей-оф, але до екстра-ліги не пробились. Влітку 2012 року він повернувся до ХК «Літвінов».

## Виступи за збірні
Виступав на чемпіонаті Європи серед юніорів до 18 років у 1982 році й на молодіжному чемпіонаті світу в 1984 році. У 1982 році він виграв срібну медаль, а в 1984 році здобув бронзову медаль зі своєю командою. Він також увійшов в обох турнірах в All-Star команди. На чемпіонаті Європи серед юніорів до 18 років, він був також найкращим бомбардиром.
У складах збірних Чехословаччини та Чехії Росол виступав на чемпіонатах світу в 1985, 1986, 1987, 1991, 1992 і 1993 роках. Крім того, він був у складі збірної Чехословаччини на Олімпійських зимових іграх в Калгарі в 1988 році і 1992 році в Альбервілі і в 1987 році на Кубку Канади.

## Нагороди та досягнення

### Національні
- 1984 чемпіон Чехословаччини з Дукла (Їглава)
- 1985 чемпіон Чехословаччини з Дукла (Їглава)
- 1990 найкращий асистент чехословацької хокейної ліги
- 1997 найкращий бомбардир Національної ліги B
- 2011 чемпіон Чехії 1 Ліги з ХК Slovan Ústečtí Lvi (як головний тренер)

### Міжнародні
- 1982 срібна медаль на U20 молодіжного чемпіонату світу
- 1982 срібна медаль на U18 (Чемпіонат Європи серед юніорів)
- Найкращий бомбардир в 1982 році на U18 (Чемпіонат Європи серед юніорів)
- 1982 All-Star команди U18 (Чемпіонат Європи серед юніорів)
- 1983 срібна медаль на U20 молодіжного чемпіонату світу
- Найкращий бомбардир за системою гол+пас Кубок Шпенглера 1984
- Бронзова медаль в 1984 році на U20 молодіжного чемпіонату світу
- 1984 All-Star команди на U20 молодіжного чемпіонату світу
- Золота медаль на чемпіонаті світу 1985
- Бронзова медаль на чемпіонаті світу 1987
- Бронзова медаль у 1992 році на зимових Олімпійських іграх
- Бронзова медаль на  чемпіонаті світу 1992
- Бронзова медаль на  чемпіонаті світу 1993